# Su Tii Déra FM
Su Tii Déra FM est une station de radio généraliste communautaire et privée, située dans la ville de Nikki, département du Borgou au Bénin. Créée en juillet 1999 par l’Association de développement Su Tii Déra de la commune de Nikki, elle diffuse ses programmes sur la fréquence 88,9 MHZ en bande FM.

## Histoire
La Radio Su Tii Déra FM a été créée par l’Association de développement Su Tii Déra (qui veut dire aidons nous-même ou entraidons-nous en langue batonou) de la commune de Nikki en juillet 1999 à Nikki, une commune du Bénin située dans le département du Borgou. La chaîne entretient également des partenariats avec d'autres chaînes, notamment: Radio Roumanie Internationale. Le 22 décembre 2020, la radio a procédé au renouvellement de sa convention dans les locaux de la Haute Autorité de l’Audiovisuel et de la Communication(HAAC)'.

## Diffusion
Les programmes de Su Tii Déra FM sont diffusés en bande FM sur la fréquence 88.9 MHZ dans le Nord du Bénin avec une zone de couverture qui s'étende sur N’Dali, Bembèrèkè, Nikki, Pèrèrè, Kalalé et quelques localités situées entre le Nigéria et le Bénin. Elle diffuse également des divertissements et des informations locales sur certaines plateformes de streaming. La chaîne est également en partenariat avec d'autres radios et institutions comme Next génération radio,,

## Émission
Le contenu des programmes de la radio est axé sur l’agriculture, l'actualité, la musique, l’alphabétisation et la santé. Les émissions proposées aux auditeurs sont:
- Agriculture Boo
- Agriculture Peulh
- Alphabétisation en Bariba
- Alphabétisation en Peulh
- Animation en Français
- Audience Empereur Nikki (direct)
- Bal du samedi soir+flash
- Bonne Marmite
- Carrefour des sentiments yorouba
- Carrefour Sentiments Bariba+flash
- Chronique Sportive
- Concert Bariba
- Concert Boo et Concert Nateni
- Concert Peulh
- Concert Yoruba+ flash Conte et devinette Peulh
- Coutumes et traditions en boo
- Coutumes et Traditions Peulh
- Éducation civique en Bariba
- Éducation civique Peulh
- Éducation en Français
- Élevage Bariba
- Élevage Boo
- Élevage Peulh